# Alderbury
Alderbury – wieś w Anglii, w hrabstwie Wiltshire. Leży 7 km na południowy wschód od miasta Salisbury i 125 km na południowy zachód od Londynu.